# Graham Alexander
Graham Robert Alexander (Coventry, Inglaterra, 10 de octubre de 1971) es un exfutbolista escocés, que jugaba de lateral derecho o de mediocampista defensivo. Es el entrenador del Milton Keynes Dons desde mayo de 2023.

## Selección nacional
Ha sido internacional con la selección de fútbol de Escocia, ha jugado 40 partidos internacionales.

## Clubes

### Como jugador
| Club              | País       | Año         |
| ----------------- | ---------- | ----------- |
| Scunthorpe United | Inglaterra | 1991 - 1995 |
| Luton Town        | Inglaterra | 1995 - 1999 |
| Preston North End | Inglaterra | 1997 - 2007 |
| Burnley           | Inglaterra | 2007 - 2011 |
| Preston North End | Inglaterra | 2011 - 2012 |

### Como entrenador
| Club              | País       | Año         | PJ  | PG  | PE | PP | GF  | GC  | DG  | Efect. |
| ----------------- | ---------- | ----------- | --- | --- | -- | -- | --- | --- | --- | ------ |
| Fleetwood Town    | Inglaterra | 2012 - 2015 | 145 | 56  | 35 | 54 | 176 | 175 | +1  | 46 %   |
| Scunthorpe United | Inglaterra | 2016 - 2018 | 113 | 55  | 27 | 31 | 190 | 143 | +47 | 56 %   |
| Salford City      | Inglaterra | 2018 - 2021 | 26  | 14  | 8  | 4  | 49  | 25  | +24 | 64 %   |
| Motherwell        | Escocia    | 2021 - Act. | 0   | 0   | 0  | 0  | 0   | 0   | 0   | 0 %    |
| Total             |            | 2012 - 2018 | 284 | 125 | 70 | 89 | 415 | 343 | +72 | 52 %   |